# سیارک ۲۲۷۳۲۶
سیارک ۲۲۷۳۲۶ (به انگلیسی: 227326 Narodychi، نامگذاری:2005TB152)۲۲۷۳۲۶مین سیارک کشف شده‌است که در ۱۱ اکتبر ۲۰۰۵ کشف شد.